# Anders Thorvald
Anders Thorvald (egentligen Torvald Andersson), född 26 oktober 1901 i Linköping, död 11 augusti 1977 i Spånga, var en svensk skulptör och antikhandlare.
Han var son till vagnmakaren Fredrik Andersson och Emelia Lustig och från 1935 gift med Edit Björksten. Thorvald studerade vid fackavdelningen för skulptur på Högre konstindustriella skolan 1924–1926 och för Carl Milles vid Kungliga konsthögskolan i Stockholm 1926–1930. Sommarmånaderna mellan de båda skolorna tillbringade han i Paris, där han bedrev konstnärliga observationer och tecknade efter levande modell, samt i Florens och Rom. Under 1930-talet var han huvudsakligen verksam med dekorativa uppgifter för det bostadsområde som byggdes upp på Ladugårdsgärde i Stockholm. 
Bland hans offentliga utsmyckningar märks arbeten stuckaturer i ett flertal kyrkor och biografer samt medaljen till Stockholmsutställningen 1930 som senare ställdes ut på Nordisk Medaillekunst efter 1914 i Köpenhamn 1955. Han utförde även smärre arbeten för Sporrong. Efter att han etablerade en antikaffär i Stockholm blev hans verksamhet som skulptör en bisyssla. Thorvald är representerad vid Statens historiska museum.